# Spodnji Ključarovci
Spodnji Ključarovci so naselje v Občini Ormož.